# Odynofagia
Odynofagia (z greckiego odyno – ból; phagein – jeść) – w medycynie objaw chorobowy polegający na bolesnym połykaniu. Może towarzyszyć dysfagii lub występować niezależnie od niej.

## Przyczyny
Odynofagia może występować w przebiegu takich chorób jak m.in.: angina ropna, przedłużony wyrostek rylcowaty, ropień języka, ropień okołomigdałkowy, ropowica dna jamy ustnej, ropień nagłośni, rak gardła środkowego, rak gardła dolnego, rak krtani, ciało obce w gardle lub przełyku, choroba refluksowa przełyku, stany zapalne i owrzodzenia przełyku, choroba Leśniowskiego-Crohna, mpox (małpia ospa).

## Leczenie
W każdym przypadku leczenie odynofagii jest przyczynowe – likwidacja choroby wywołującej ten objaw lub ciała obcego.